# Castillo de Barsebäck
El Castillo de Barsebäck (en sueco: Barsebäcks slott) es un castillo en la población de Barsebäck, municipio de Kävlinge, cerca de las orillas del Öresund en Escania, al sur de Suecia. Ha existido en varias versiones en su localización presente desde el siglo XII, pero recibió su actual forma durante importantes renovaciones y reconstrucciones en 1889 y 1940. La actual estructura principal tiene tres pisos, es una reconstrucción del siglo XIX en estilo Renacentista holandés, hecho para parecerse a los muchos castillos Renacentistas originales que aún quedan en el paisaje de Escania.

## Historia
Después de la guerra de Escania el Castillo de Barsebäck, junto con todos los otros castillos de la familia escania de Thott, fue confiscado por la Corona Sueca y se convirtió en propiedad de la Corona. En 1743, el castillo fue comprado por el coronel sueco y comandante regimental Gustaf David Hamilton quien estaba estacionado en Malmö. El actual propietario sigue siendo pariente distante de Hamilton.